# Лицей-интернат № 2 (Казань)
МАОУ «Лицей-интернат № 2» — муниципальное автономное образовательное учреждение, специализированная школа для одарённых детей (ранее турецкий лицей), нетиповое учреждение для детей, проявивших выдающиеся способности. По результатам федерального рейтинга входит в 100 лучших школ России.

## История
Лицей был открыт в 1992 году в результате сотрудничества между Татарстаном и Турцией в сфере образования. Всего в Татарстане открыто семь учебных заведений, в народе известных как татарско-турецкие лицеи. По состоянию на 2024 год в лицее обучается 261 учащийся.
В 2008 году лицей-интернат приобрёл статус автономного учреждения. В 2010 году учреждение получило статус нетипового учреждения для детей, проявивших выдающиеся способности. В 2015 году учреждение вошло в республиканскую сеть школ интернатного типа для одарённых детей.
В 2014 году лицей вошёл в программу «Школы Превосходства», реализуемую Министерством образования и науки Татарстана и сингапурской компанией Educare.

## Особенности
Лицей имеет ряд отличий от других общеобразовательных учреждений:
- Обучение только для лиц мужского пола. В лицей принимаются мальчики, окончившие четыре класса любой общеобразовательной школы и прошедшие конкурсный отбор в 2 тура.
- Наличие пансионата. Лицеисты, учащиеся первый и второй год, а также иногородние проживают в пансионате. Для систематической работы над собой организованы вечерние занятия по самоподготовке, под контролем воспитателей и преподавателей.
- Изучение двух иностранных языков. В лицее помимо двух государственных языков Татарстана (русский и татарский), ученики изучают три иностранных языка — английский, турецкий и испанский.
- Изучение предметов на билингвальной основе. В седьмом классе ученики интенсивно изучают английский язык. И за один год учащиеся преодолевают путь с уровня «beginner» до уровня «pre-intermediate» и «intermediate». Начиная с восьмого класса ряд предметов, таких как математика, биология, физика, химия и информатика изучается на билингвальной основе (на английском и русском языках).
- Педагогический коллектив. В воспитании мальчиков важную роль играют мужчины, именно поэтому 70 % учителей — это мужчины. Коллектив лицея молод: средний возраст — 36 лет. Три преподавателя лицея являются победителями Приоритетного национального проекта «Образование», двое из них — дважды победители. Одиннадцать педагогов — обладатели гранта «Наш лучший учитель», шестеро — победители гранта «Наш новый учитель»[4]. В коллективе два почётных работника общего образования Российской Федерации, заслуженный учитель Республики Татарстан. За успехи в профессиональной деятельности девять педагогов лицея награждены Почётной грамотой Министерства образования и науки России, десять — Почётной грамотой Министерства образования и науки Республики Татарстан.[значимость факта?]

## Успехи
За высокие результаты, достигаемые в учебно-воспитательном процессе, лицей занял первое место в республиканском конкурсе «Лучшие школы Татарстана 2005» в номинации «Учебные достижения».
Лицей стал победителем Приоритетного национального проекта «Образование» в 2007 году.[значимость факта?]
Лицей получил Благодарности Президента Российской Федерации в 2011 году и Благодарности Президента Республики Татарстан в 2012 году.[значимость факта?]
Лицей — участник проекта повышения квалификации, проводимой сингапурской компанией Educare.
В 2012 году лицей стал членом Европейской ассоциации международных школ (ECIS).
В 2013 году лицей вошёл в рейтинг «100 лучших школ Республики Татарстан».
По результатам федерального рейтинга лицей входит в 100 лучших школ России, обеспечивающих высокий уровень подготовки по социально-экономическому, социально-гуманитарному, биолого-географическому и биолого-химическому профилям.
В 2014 году лицей вошёл перечень 500 лучших образовательных организаций, которые продемонстрировали высокие образовательные результаты в 2013—2014 учебном году.